# Higashi-ku (Niigata)
Higashi-ku (東区?) è uno degli otto quartieri amministrativi della città di Niigata, in Giappone.